# Districtul Yang Chum Noi
Yang Chum Noi (în thailandeză ยางชุมน้อย) este un district (Amphoe) din provincia Sisaket, Thailanda, cu o populație de 36.991 de locuitori și o suprafață de 248,8 km².

## Componență
Districtul este subdivizat în 7 subdistricte (tambon), care sunt subdivizate în 86 de sate (muban).
| Nr. | Nume           | În thailandeză | Sate | Locuitori |  |
| --- | -------------- | -------------- | ---- | --------- |  |
| 1.  | Yang Chum Noi  | ยางชุมน้อย       | 10   | 6,119     |  |
| 2.  | Lin Fa         | ลิ้นฟ้า           | 19   | 6,236     |  |
| 3.  | Khon Kam       | คอนกาม         | 14   | 5,795     |  |
| 4.  | Non Khun       | โนนคูณ          | 14   | 6,654     |  |
| 5.  | Kut Mueang Ham | กุดเมืองฮาม      | 8    | 3,310     |  |
| 6.  | Bueng Bon      | บึงบอน          | 13   | 5,725     |  |
| 7.  | Yang Chum Yai  | ยางชุมใหญ่       | 8    | 3,152     |  |